# Chemin des Moines
Le chemin des Moines est une boucle pédestre de randonnée passant par La Vieille-Lyre et La Neuve-Lyre dans l'Eure, au travers des champs, offrant une vue sur la vallée de la Risle.

## Histoire
L'abbaye Notre-Dame de Lyre fut édifiée au XIe siècle à La Vieille-Lyre. Les moines et paysans défrichèrent les terres autour de l'abbaye pour y installer des fermes (la Bourgeraie, la Seigleterie, la Bosselette, le Melbuc, le Mesnil).
Depuis la Révolution française il ne reste de l'abbaye que le logis abbatial. Ce logis est, à présent, un gîte communal qui porte le nom du film Le Trou normand de Jean Boyer, avec Bourvil et Brigitte Bardot, tourné en partie dans le village.
Le chemin est, à présent, une boucle qui part de La Vieille-Lyre pour rejoindre La Neuve-Lyre puis traverse les champs pour revenir à La Vieille-Lyre. Il reprend les sentiers parcourus par les moines pour leurs travaux agricoles. Le chemin passe par les anciennes fermes devenues hameaux du village (Trisay, la Seigleterie, La Bosselette).
Sur sa partie entre La Neuve-Lyre et Trisay, le Chemin des Moines suit une partie du GR 224 qui relie Beaumont-le-Roger à Verneuil-sur-Avre.

## Caractéristiques
- Distance : 6,7 km
- Durée : 1 h 45 à pied
- Difficulté : facile

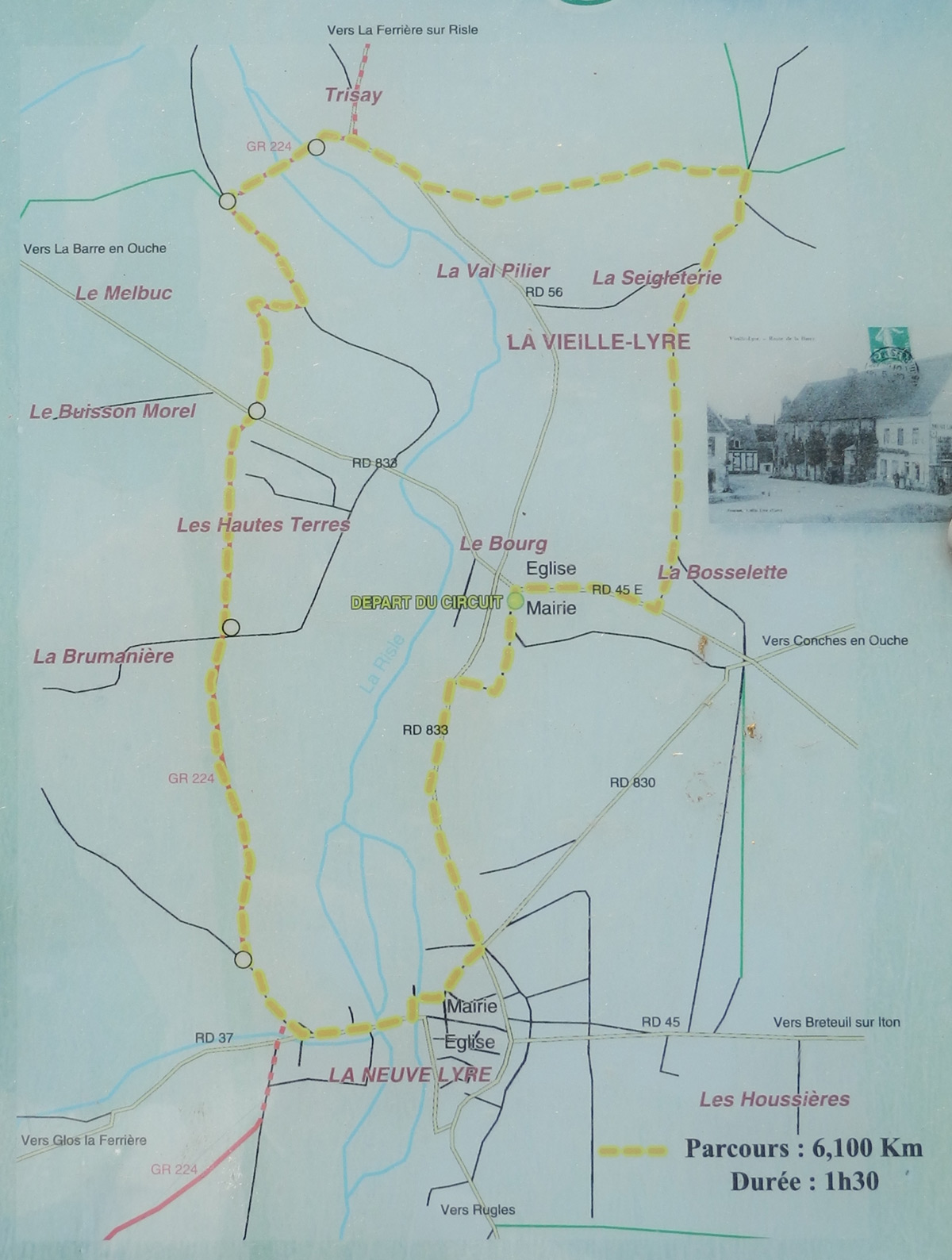
Circuit du Chemin des moines.

- Départ : Mairie de La Vieille-Lyre
- Balisage : Jaune
- Dénivelé : +82 m

46 % du chemin est non goudronné.

## Au long du chemin
À voir durant la randonnée :
- L'église Saint-Pierre (La Vieille-Lyre) du XIIIe siècle, restaurée à la fin du XIXe siècle[4] ;
- L'église Saint-Gilles (La Neuve-Lyre) du XIIIe siècle, remaniée au XIXe siècle[5] ;
- La Risle. Il ne reste que les vannages et les canaux, traces de l'activité de l'époque où quatre moulins utilisaient la rivière pour moudre le grain ou foulonner les draps[2].

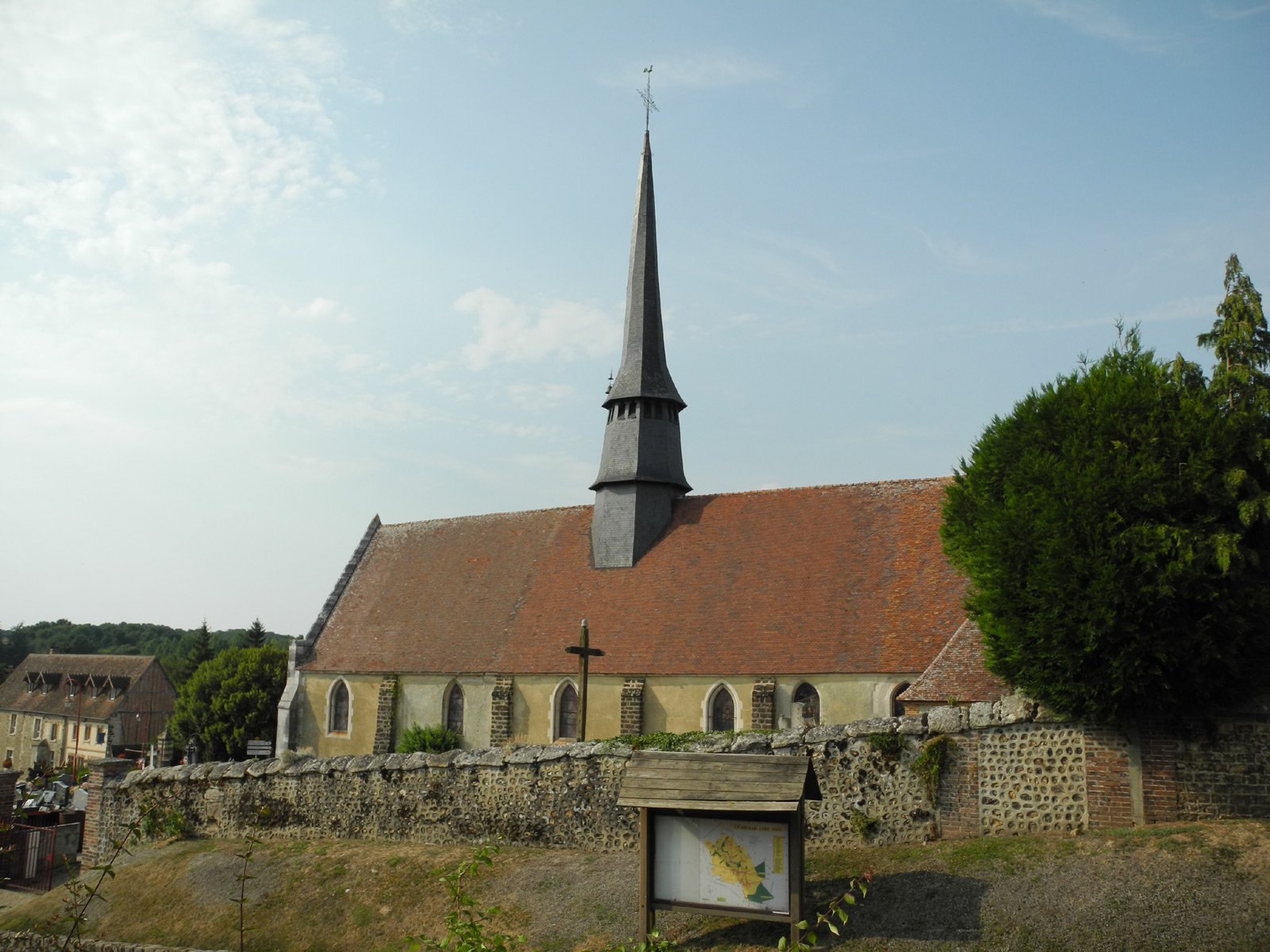
Église Saint-Pierre (La Vieille-Lyre)
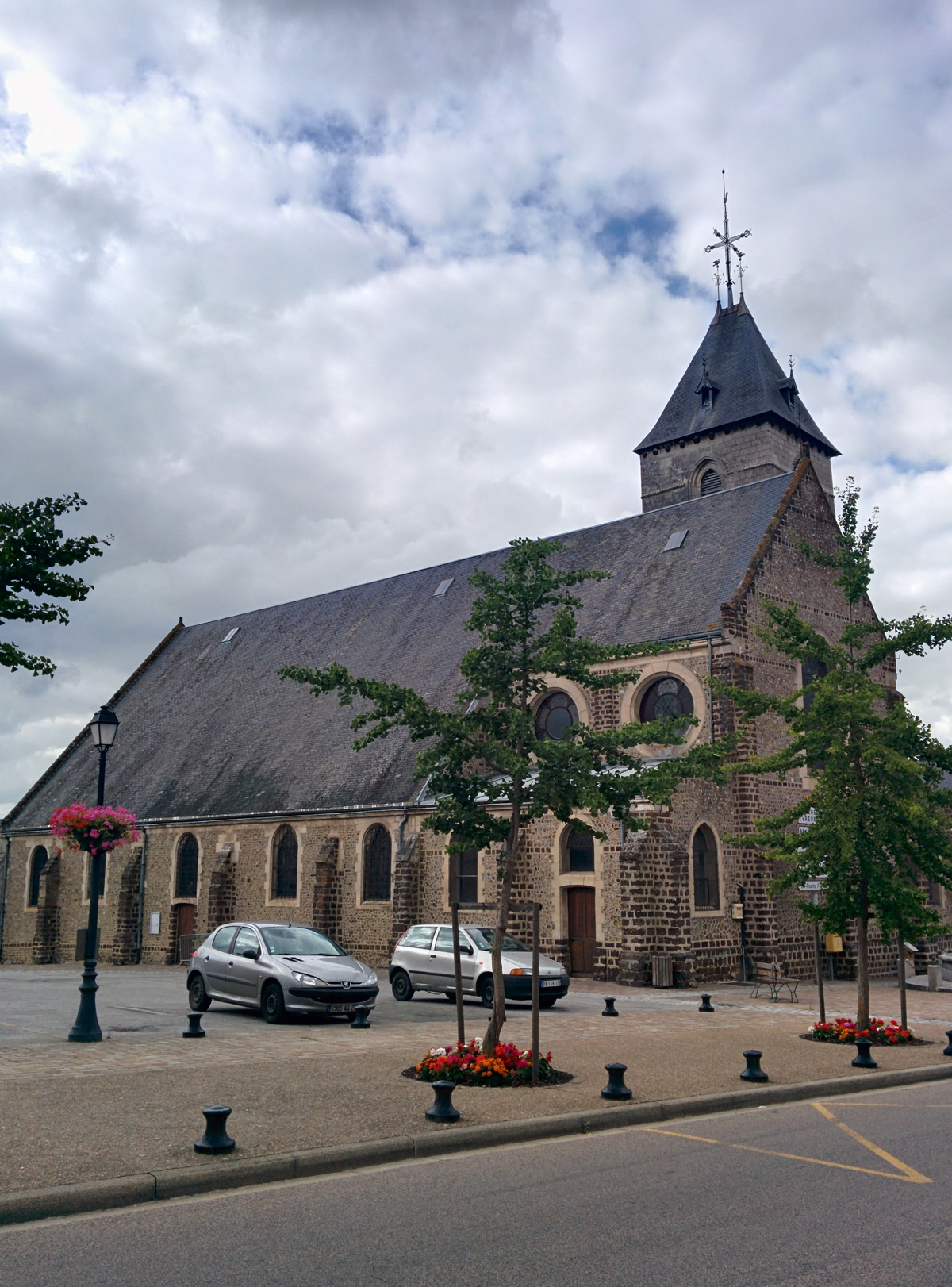
Église Saint-Gilles (La Neuve-Lyre)
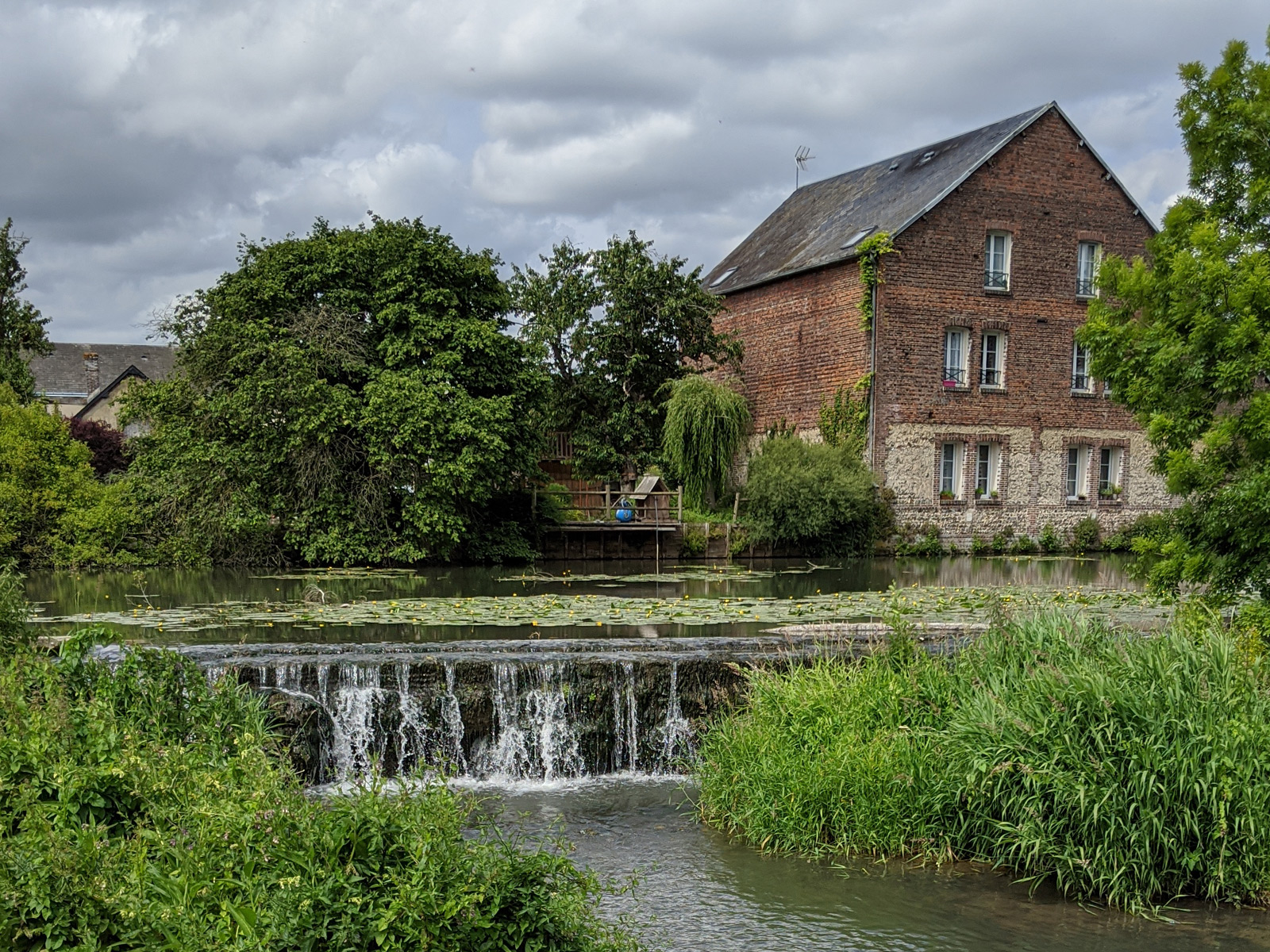
Vannage sur la Risle
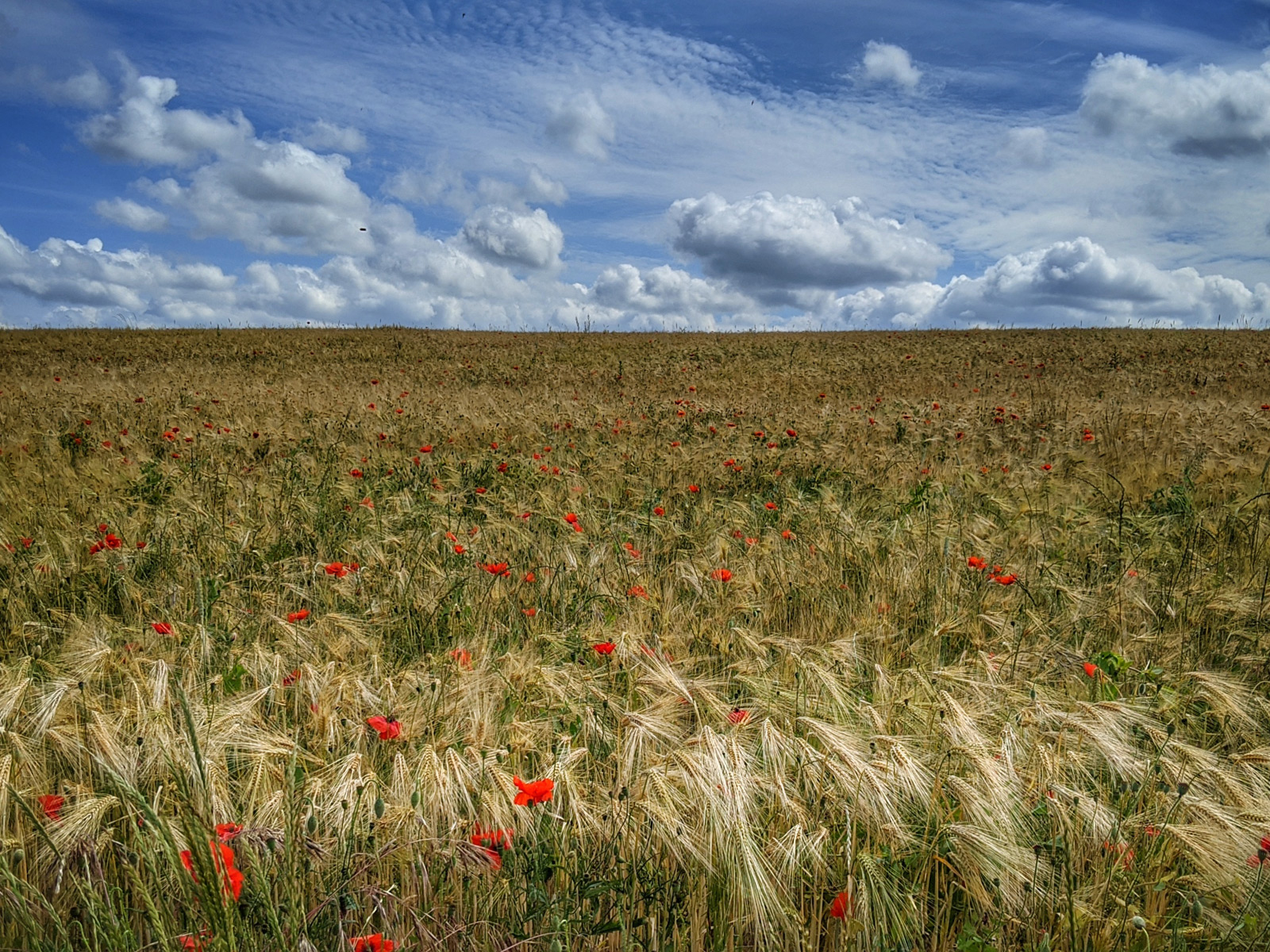
Sur le Chemin des moines (entre La Vieille-Lyre et La Neuve-Lyre)